# Organtino Scaroli
Organtino Scaroli (... – 1572) è stato un vescovo cattolico italiano.

## Biografia
Il 1º aprile 1569, Organtino Scaroli fu nominato, durante il papato di Papa Pio V, come vescovo di San Marco. Il 16 aprile 1569, fu consacrato vescovo da Scipione Rebiba, cardinale-sacerdote di Sant'Angelo a Pescheria, con Giulio Antonio Santori, arcivescovo di Santa Severina, che fungeva da co-consacratore. Servì come vescovo di San Marco (Argentano) fino alla sua morte nel 1572.

## Genealogia Episcopale
La genealogia episcopale è:
- Papa Pio V
- Scipione Rebiba
- Vescovo Organtino Scaroli